# Shoal Creek (Alabama)
Shoal Creek es un lugar designado por el censo ubicado en el condado de Shelby en el estado estadounidense de Alabama. En el Censo de 2010 tenía una población de 1400 habitantes y una densidad poblacional de 138,26 personas por km².

## Geografía
Shoal Creek se encuentra ubicado en las coordenadas 33°25′51″N 86°36′39″O / 33.43083, -86.61083. Según la Oficina del Censo de los Estados Unidos, Shoal Creek tiene una superficie total de 16.3 km², de la cual 12.97 km² corresponden a tierra firme y (4.7%) 0.77 km² es agua.

## Demografía
Según el censo de 2010, había 1400 personas residiendo en Shoal Creek. La densidad de población era de 138,26 hab./km². De los 1400 habitantes, Shoal Creek estaba compuesto por el 92.36% blancos, el 4.79% eran afroamericanos, el 0.14% eran amerindios, el 2.21% eran asiáticos, el 0% eran isleños del Pacífico, el 0.36% eran de otras razas y el 0.14% pertenecían a dos o más razas. Del total de la población el 1.36% eran hispanos o latinos de cualquier raza.